# Wereldkampioenschappen shorttrack 2022
De wereldkampioenschappen shorttrack 2022 werden van 8 tot en met 10 april 2022 georganiseerd in de Maurice-Richard Arena te Montreal, Canada. 
Het toernooi zou gehouden worden van 18 t/m 20 maart, maar werd vanwege de coronapandemie en de Russische invasie van Oekraïne drie weken verplaatst. Er waren in totaal tien wereldtitels te verdienen. Voor zowel de mannen als de vrouwen ging het om de 500 meter, de 1000 meter, de 1500 meter, het allroundklassement en de aflossing. Regerend wereldkampioen Suzanne Schulting kon door een positieve coronatest haar wereldtitels van vorig jaar niet verdedigen. 

## Medailles

### Mannen
| Onderdeel         | Goud                                                            | Goud       | Zilver                                                       | Zilver    | Brons                                                                 | Brons     |
| ----------------- | --------------------------------------------------------------- | ---------- | ------------------------------------------------------------ | --------- | --------------------------------------------------------------------- | --------- |
| 500m              | Shaoang Liu                                                     | 40,573     | Quentin Fercoq                                               | 40,674    | Stijn Desmet                                                          | 40,710    |
| 1000m             | Shaoang Liu                                                     | 1.25,462   | Lee June-seo                                                 | 1.25,529  | Kwak Yoon-gy                                                          | 1.25,662  |
| 1500m             | Shaoang Liu                                                     | 2.15,096   | Pascal Dion                                                  | 2.15,644  | Stijn Desmet                                                          | 2.15,716  |
| 3000m superfinale | Pascal Dion                                                     | 4.42,214   | Lee June-seo                                                 | 4.42,306  | Sjinkie Knegt                                                         | 4.42,721  |
| Klassement        | Shaoang Liu                                                     | 104 punten | Pascal Dion                                                  | 63 punten | Lee June-seo                                                          | 55 punten |
| Aflossing         | Zuid-Korea Han Seung-soo Kwak Yoon-gy Lee June-seo Park In-wook | 6.56,709   | Nederland Friso Emons Sjinkie Knegt Itzhak de Laat Sven Roes | 6.56,786  | Canada Pascal Dion Steven Dubois Charles Hamelin Jordan Pierre-Gilles | 6.56,807  |

### Vrouwen
| Onderdeel         | Goud                                                          | Goud       | Zilver                                                              | Zilver    | Brons                                                                     | Brons     |
| ----------------- | ------------------------------------------------------------- | ---------- | ------------------------------------------------------------------- | --------- | ------------------------------------------------------------------------- | --------- |
| 500m              | Xandra Velzeboer                                              | 42,476     | Kim Boutin                                                          | 42,570    | Yara van Kerkhof                                                          | 42,642    |
| 1000m             | Choi Min-jeong                                                | 1.27,956   | Kim Boutin                                                          | 1.28,076  | Xandra Velzeboer                                                          | 1.29,144  |
| 1500m             | Choi Min-jeong                                                | 2.23,594   | Kim Boutin                                                          | 2.24,201  | Seo Whi-min                                                               | 2.24,455  |
| 3000m superfinale | Choi Min-jeong                                                | 5.05,641   | Kim Boutin                                                          | 5.05,734  | Seo Whi-min                                                               | 5.06,840  |
| Klassement        | Choi Min-jeong                                                | 107 punten | Kim Boutin                                                          | 84 punten | Xandra Velzeboer                                                          | 53 punten |
| Aflossing         | Zuid-Korea Choi Min-jeong Kim A-lang Seo Whi-min Shim Suk-hee | 4.09,683   | Canada Kim Boutin Florence Brunelle Alyson Charles Courtney Sarault | 4.09,717  | Nederland Yara van Kerkhof Selma Poutsma Xandra Velzeboer Rianne de Vries | 4.09,779  |

### Medailleklassement
| Plaats | Land       | Goud | Zilver | Brons | Totaal |
| 1      | Zuid-Korea | 5    | 1      | 3     | 9      |
| 2      | Hongarije  | 4    | 0      | 0     | 4      |
| 3      | Nederland  | 1    | 1      | 4     | 6      |
| 4      | Canada     | 0    | 7      | 1     | 8      |
| 5      | Frankrijk  | 0    | 1      | 0     | 1      |
| 6      | België     | 0    | 0      | 2     | 2      |
| Totaal | Totaal     | 10   | 10     | 10    | 30     |

## Eindklassementen

### Mannen
| Rang   | Naam              | Land       | Punten |
| ------ | ----------------- | ---------- | ------ |
| Goud   | Shaoang Liu       | Hongarije  | 104    |
| Zilver | Pascal Dion       | Canada     | 63     |
| Brons  | Lee June-seo      | Zuid-Korea | 55     |
| 4      | Stijn Desmet      | België     | 39     |
| 5      | Quentin Fercoq    | Frankrijk  | 24     |
| 6      | Sjinkie Knegt     | Nederland  | 21     |
| 7      | Roberts Kruzbergs | Letland    | 13     |
| 8      | Kwak Yoon-gy      | Zuid-Korea | 13     |
| 9      | Itzhak de Laat    | Nederland  | 3      |
| 10     | Furkan Akar       | Turkije    | 3      |

### Vrouwen
| Rang   | Naam             | Land       | Punten |
| ------ | ---------------- | ---------- | ------ |
| Goud   | Choi Min-jeong   | Zuid-Korea | 107    |
| Zilver | Kim Boutin       | Canada     | 84     |
| Brons  | Xandra Velzeboer | Nederland  | 53     |
| 4      | Seo Whi-min      | Zuid-Korea | 36     |
| 5      | Courtney Sarault | Canada     | 19     |
| 6      | Yara van Kerkhof | Nederland  | 18     |
| 7      | Alyson Charles   | Canada     | 10     |
| 8      | Shim Suk-hee     | Zuid-Korea | 6      |
| 9      | Cynthia Mascitto | Italië     | 4      |
| 10     | Anna Seidel      | Duitsland  | 3      |

Wereldkampioenschap shorttrack (individueel)

Champaign 1976 · 
Grenoble 1977 · 
Solihull 1978 · 
Quebec 1979 · 
Milaan 1980 · 
Meudon 1981 · 
Moncton 1982 · 
Tokio 1983 · 
Peterborough 1984 · 
Amsterdam 1985 · 
Chamonix 1986 · 
Montreal 1987 · 
St. Louis 1988 · 
Solihull 1989 · 
Amsterdam 1990 · 
Sydney 1991 · 
Denver 1992 · 
Peking 1993 · 
Guildford 1994 · 
Gjövik 1995 · 
Den Haag 1996 · 
Nagano 1997 · 
Wenen 1998 · 
Sofia 1999 · 
Sheffield 2000 · 
Jeonju 2001 · 
Montreal 2002 · 
Polen 2003 · 
Göteborg 2004 · 
Peking 2005 · 
Minneapolis 2006 · 
Milaan 2007 · 
Gangneung 2008 · 
Wenen 2009 · 
Sofia 2010 · 
Sheffield 2011 · 
Shanghai 2012 · 
Debrecen 2013 · 
Montreal 2014 · 
Moskou 2015 · 
Seoel 2016 · 
Rotterdam 2017 · 
Montreal 2018 ·
Sofia 2019 ·
Seoel 2020 ·
Dordrecht 2021 ·
Montreal 2022 ·
Seoel 2023 ·
Rotterdam 2024 ·
Peking 2025
Wereldkampioenschap shorttrack (teams)

Seoul 1991 · 
Nobeyama 1992 · 
Boedapest 1993 · 
Cambridge 1994 · 
Zoetermeer 1995 · 
Lake Placid 1996 · 
Seoel 1997 · 
Bormio 1998 · 
St. Louis 1999 · 
Den Haag 2000 · 
Nobeyama 2001 · 
Milwaukee 2002 · 
Boedapest 2003 · 
Sint-Petersburg 2004 · 
Chuncheon 2005 · 
Montreal 2006 · 
Boedapest 2007 · 
Harbin 2008 · 
Heerenveen 2009 · 
Bormio 2010 · 
Warschau 2011
Wereldkampioenschappen shorttrack junioren

Seoel 1994 ·
Calgary 1995 ·
Courmayeur 1996 ·
Marquette 1997 ·
Saint Louis 1998 ·
Montreal 1999 ·
Székesfehérvár 2000 ·
Warschau 2001 ·
Chuncheon 2002 ·
Boedapest 2003 ·
Peking 2004 ·
Belgrado 2005 ·
Miercurea Ciuc 2006 ·
Mladá Boleslav 2007 ·
Bozen 2008 ·
Sherbrooke 2009 ·
Taipei 2010 ·
Courmayeur 2011 ·
Melbourne 2012 ·
Warschau 2013 ·
Erzurum 2014 ·
Osaka 2015 ·
Sofia 2016 ·
Innsbruck 2017 ·
Tomaszów Mazowiecki 2018 ·
Montreal 2019 ·
Bormio 2020 ·
Salt Lake City 2021 ·
Gdańsk 2022 ·
Dresden 2023 ·
Gdańsk 2024 ·
Calgary 2025